# Kasztelania wileńska
Kasztelania wileńska – kasztelania mieszcząca się niegdyś w województwie wileńskim, z siedzibą (kasztelem) w Wilnie.

## Kasztelanowie wileńscy
| Imię i nazwisko                | Okres urzędowania                           | p.    |
| ------------------------------ | ------------------------------------------- | ----- |
| Moniwid Wojciech Kojlikinowicz | (już w 1459?) 1460 - 1460 (jeszcze w 1477?) | [ 2 ] |
| Ościk Krystyn Syrpuciowicz     | 1477 - 1477                                 | [ 2 ] |
| Jan Kieżgajło                  | 1477 - 1486 (jeszcze w 1493?)               | [ 2 ] |
| Aleksander Holszański          | (już w 1486?) 1493 - 1511                   | [ 2 ] |
| Konstanty Ostrogski            | 1511 - 1522                                 | [ 2 ] |
| Stanisław Kieżgajło            | 1522 - 1527                                 | [ 2 ] |
| Jerzy I Radziwiłł              | 1514 - 1541                                 | [ 2 ] |
| Grzegorz Ościkowicz            | 1544 - 1557 (jeszcze 1558?)                 | [ 2 ] |
| Hieronim Chodkiewicz           | 1559 - 1561                                 | [ 2 ] |
| Grzegorz Chodkiewicz           | 1563 - 1573                                 | [ 2 ] |
| Jan Chodkiewicz                | 1574 - 1579                                 | [ 2 ] |
| Eustachy Wołłowicz             | 1579 - 1587                                 | [ 2 ] |
| Jan Kiszka                     | 1588 - 1592                                 | [ 2 ] |
| Paweł Pac                      | 1593 - 1595                                 | [ 2 ] |
| Hieronim Chodkiewicz           | 1595 - 1617                                 | [ 2 ] |
| Jan Radziwiłł                  | 1618 - 1620                                 | [ 2 ] |
| Mikołaj Hlebowicz              | 1620 - 1632                                 | [ 2 ] |
| Krzysztof Radziwiłł            | 1633 - 1633                                 | [ 2 ] |
| Albrycht Władysław Radziwiłł   | 1633 - 1636                                 | [ 2 ] |
| Krzysztof Chodkiewicz          | 1636 - 1642                                 | [ 2 ] |
| Mikołaj Sapieha                | 1642 - 1644                                 | [ 2 ] |
| Andrzej Stanisław Sapieha      | 1644 - 1646                                 | [ 2 ] |
| Jan Chodkiewicz                | 1646 - 1660                                 | [ 2 ] |
| Michał Kazimierz Radziwiłł     | 1661 - 1666                                 | [ 2 ] |
| Michał Kazimierz Pac           | 1667 - 1669                                 | [ 2 ] |
| Krzysztof Zawisza              | 1669 - 1670                                 | [ 2 ] |
| Mikołaj Pac                    | 1670 - 1671                                 | [ 2 ] |
| Andrzej Kotowicz               | 1672 - 1672 (jeszcze w 1682?)               | [ 2 ] |
| Ernest Dönhoff                 | 1683 - 1685                                 | [ 2 ] |
| Józef Słuszko                  | 1685 - 1701                                 | [ 2 ] |
| Jan Wiśniowiecki               | 1702 - 1726                                 | [ 2 ] |
| Michał Serwacy Wiśniowiecki    | 1703 - 1735                                 | [ 2 ] |
| Jan Radziwiłł                  | 1706 - 1709                                 | [ 2 ] |
| Ludwik Konstanty Pociej        | 1709 - 1722                                 | [ 2 ] |
| Fryderyk Czartoryski           | 1722 - 1724                                 | [ 2 ] |
| Kazimierz Czartoryski          | 1724 - 1741                                 | [ 2 ] |
| Michał Kazimierz Radziwiłł     | 1742 - 1744                                 | [ 2 ] |
| Michał Massalski               | 1744 - 1768                                 | [ 2 ] |
| Ignacy Ogiński                 | 1768 - 1775                                 | [ 2 ] |
| Michał Hieronim Radziwiłł      | 1775 - 1790                                 | [ 2 ] |
| Maciej Radziwiłł               | 1790 - 1795                                 | [ 2 ] |